# 朝山くみ
朝山 くみ（あさやま くみ、1976年11月30日 - ）は、昭和プロダクション所属のフリーアナウンサー。

## 略歴
詳細は基礎情報を参照。神戸大学卒業後の1999年4月、東海テレビ放送へ入社。主に報道番組を中心に活躍したが、結婚を機に2004年3月で退社、帰郷。現在の昭和プロダクションに所属。
移籍後、NHK大阪に派遣され、報道番組のキャスターなどを務めた。2012年3月限りで産前産後休暇に入ることを自らが担当していた『ウイークエンド関西』担当最終日（2012年3月31日）に発表した。

## 過去の担当番組

### 東海テレビ
- 報道原人
- FNN東海テレビスーパーニュース（土曜日）
- 中日新聞テレビ日曜夕刊

### 昭和プロ移籍以降
いずれも派遣先のNHK大阪における出演。
- お元気ですか日本列島“ぐるっとニュース・関西”（2004年度・2005年度）
- かんさいニュース1番
  - 中継リポーター（2005年9月まで）
  - 18時台キャスター（2005年10月 - 2006年3月）
- もっともっと関西2!（料理コーナーアシスタント、前身を含めて2007年4月 - 2008年3月6日）
- ウイークエンド関西（2008年4月5日 - 2012年3月31日）